# Álvaro X do Congo
Álvaro X (Falecido em 1695) foi o manicongo (rei) do Reino do Congo em Quibango entre 1690 e 1695 no contexto da Guerra Civil do Reino do Congo.

## Biografia
Álvaro Nimi Amvemba de Água Rosada foi o segundo filho de Sebastião I, proclamado rei nas montanhas de Quibango após o vácuo de poder deixado com a morte de António I. O Congo se encontrava dividido por uma guerra civil. Álvaro Alvarez foi proclamado rei em Quibango após destronar seu rival Manuel I Afonso, que fugiu para Soyo. Álvaro ainda derrotou João II de Lemba, conseguindo o apoio da Igreja Católica. 
Em 1693, Dom Aleixo de Umbamba e Dom Constantino de Wembo traem Manuel em Incondo e o matam, levando sua cabeça para Álvaro X. Após este golpe, Álvaro consegue o apoio de Ana Afonso de Leão, rainha de Incondo. Após isso Álvaro X tenta estabelecer uma missão de Quibango, conseguindo assim mais apoio da Igreja, mas acaba por morrer no final de 1695. 